# Арабски газопровод
Арабският газопровод е газопровод в Близкия изток.
Предназначен е да доставя природен газ от Египет за Йордания, Сирия и Ливан. Има и газоподводна връзка за Израел. Цялата дължина на провода е около 1200 км, а цената му - около 1,2 милиарда щатски долара.
Към началото на 2012 г. газопроводът не е в експлоатация. Причина за това са 13 отделни атаки по захранващия участък на газопровода към Ариш, извършени от бедуини, протестиращи срещу икономическата изолация и дискриминация от страна на правителството в Кайро.

## Изградени участъци

### Участък Ариш – Акаба
Първата част на газопровода е от Ариш до гр. Акаба, Йордания. Разделен е на 3 сегмента. Първият е от Ариш до Таба с дължина 250 км. Вторият е подводна тръба от Таба до Акаба под Червено море с дължина 15 км. Третият е 1 км до газовата електроцентрала в Акаба. Газопроводът е завършен през лятото на 2003 г. с цена 220 милиона долара. Собственост е на Египетската газова компания „ГАСКО“. Капацитетът е малко над 10 милиарда кубични метра на година.

### Участък Акаба – Ел Рехаб
Вторият участък, пуснат през 2005 г., е с дължина 390 км. Газопроводът минава през столицата Аман и стига до градчето Ел Рехаб на 10 км от сирийската граница. Цената на този участък е 300 милиона долара.

### Участък Ел Рехаб – Хомс
Третият участък е с обща дължина от 320 км и е разделен на 2 сегмента. Първият е от Ел Рехаб до газовата електроцентрала в Дейр Али. Вторият минава през Дамаск до Хомс. Участъкът е завършен в началото на 2008 г. от „Стройтрансгаз“ - дъщерна фирма на „Газпром“. Капацитетът му е малко над 1 милиард кубични метра. През 2009 г. газопроводът е удължен от Хомс до Банияс. Съществува проект за изграждане на подводна част от Банияс до Кипър.

### Участък Хомс – Триполи
Връзката Хомс – Триполи с дължина 32 км е пусната в края на 2009 г.

### Участък Ариш – Ашкелон
Участъкът Ариш – Ашкелон свързва газопровода с Израел. Дължината му е около 100 км и е изцяло подводен. Въпреки че официално не е част от Арабския газопровод, тази връзка се разклонява от него. Влиза в експлоатация в началото на 2008 г. Цената му е от 180 до 550 милиона долара.
Първоначално Египет и Израел се договарят за доставката на 1,7 милиарда кубични метра газ за период от 30 години. По-късно количеството е увеличено на 2,1 милиарда. Към края на 2010 г. е постигната договореност за доставяне на още 2 милиарда кубични метра годишно. Така газопроводът осигурява половината от газовите нуждите на Израел. Капацитетът на газопровода е 9 милиона кубични метра.
През същата година активисти в Египет настояват за спиране доставките на газ за Израел заради договорените значително по-ниски цени от пазарните. Такава перспектива е отхвърлена от президента Мубарак. Исканията за спиране на доставките се засилват след революцията от 25 януари 2011 г. След няколко бомбени експлозии по тръбата доставките са спрени за отстраняване на повредите.

## Планирани участъци

### Участък Халеб – Килис
През 2006 г. Турция, Сирия, Йордания, Египет, Ливан и Румъния се договарят за продължаване на газопровода през Сирия до турската граница. От там е включването му в бъдещия газопровод „Набуко (газопровод)“ за доставяне на природен газ за Европа.
В началото на 2008 г. Турция и Сирия подписват договор за строителството на първия сегмент от връзката от Халеб до Килис с дължина 63 км.
Същата година „Стойтрансгаз“ получaва договор за строителството на отсечката с цена 71 милиона долара. По-късно договорът е анулиран през 2009 г. и е предоговорен със срок отсечката да бъде завършена към края на 2011 г.

### Участък до Ирак
През септември 2004 г. Египет, Сирия, Йордания и Ливан се съгласяват да свържат Арабския газопровод с Ирак, за да се позволи износът на иракски газ за Европа.

## Експлозии през 2011 г.
На 5 февруари 2011 г., по време на египетските вълнения, избухва взрив по газопровода в близост до Ариш. Това води до временно спиране на доставките за Израел и Йордания. Според националната телевизия извършителите са се възползвали от нестабилната ситуация. Според директора на египетската компания за природен газ експлозията е резултат от изтичане на газ.
На 27 април 2011 г. нова експлозия в района на Ариш отново спира доставките за Израел и Йордания. Според министъра на природните ресурси неизвестни саботьори са взривили контролна стая по тръбата..
На 4 юли 2011 г. взрив на газопровод на Синайския полуостров отново спира доставките на газ за Израел и Йордания. Според официалните източници, въоръжени мъже са принудили охранaта на станцията да напусне и са заложили експлозив. Това е трето нападение срещу газопровода от свалянето на президента Мубарак..
Нова експлозия, вечерта на 26 срещу 27 септември, нанася сериозни щети на газопровода на 50 км от границата с Израел. Тъй като подаването на газ е спряно още през юли, това не води до прекъсването на доставки за Израел. Според местните власти експлозията е дело на бедуински племена.

## Закриване на участък Ариш – Ашкелон
През 2012 г. доставките за Израел са окончателно прекратени. Това е резултат от развалянето на двустранните отношения вследствие на свалянето на Хосни Мубарак. Според директора на египетската компания за природен газ „ЕГАЗ“ решението не е политическо, а икономическо, и спирането е следствие на това, че Израел е спрял плащанията в последните месеци. Такова е мнението и на израелския министър-председател Бенямин Нетаняху.